# Bob Ross
Robert Norman (Bob) Ross (Daytona Beach, 29 oktober 1942 – New Smyrna Beach, 4 juli 1995) was een Amerikaanse landschapsschilder, die furore maakte op de televisie met zijn serie The Joy of Painting. Zijn serie werd uitgezonden in de Verenigde Staten en daarbuiten, zoals in Nederland, België en Duitsland. In 2020 organiseerde Museum MORE een tentoonstelling van zijn werk.

## Biografie
Bob Ross groeide op in Orlando (Florida). Op 18-jarige leeftijd kwam hij terecht bij de Amerikaanse luchtmacht, waar hij twintig jaar werkzaam was op de medische administratie. Hij wilde dolgraag naar verre plaatsen vol mooie natuur, maar bleef de eerste jaren in Florida. Later kwam zijn droom toch uit en kwam hij terecht in het ongerepte Alaska. Veel van zijn schilderijen zijn op deze regio geïnspireerd.
Tijdens zijn carrière bij de luchtmacht groeide bij Ross de passie voor het schilderen. Na een aantal cursussen op diverse universiteiten begon hij het land door te reizen om demonstraties te geven. De schilderijen van Ross kunnen beschouwd worden als "fastfoodschilderijen". In de noordelijke landen wordt het vooral gezien als kitsch. Binnen een half uur had hij het schildersdoek gevuld met taferelen uit de natuur, zoals een bergpartij, diverse watervallen, een donker woud of een groene weide met een half vervallen schuurtje. Deze snelle en effectieve manier van schilderen was mogelijk door de zogenaamde nat-in-nat-techniek. Voordat hij de voorstelling ging schilderen, was het doek al bedekt met een vochtige witte of donkere ondergrond. Daarnaast meende Ross dat het onmogelijk was om fouten bij het schilderen te maken; dat waren "just happy little accidents" ("slechts prettige ongelukjes").
Door het succes van zijn manier van schilderen besloot Ross over te gaan op de productie van de televisieserie The Joy of Painting, waarbij hij zelf een cursus gaf aan kijkers. Deze serie werd opgenomen van 1982 tot en met 1993. Eind jaren 80, begin jaren 90 werd de serie een groot succes. Hij werd op 95 procent van alle publieke Amerikaanse televisiestations uitgezonden en ook in het buitenland.

### Presentatie
Het succes van zijn serie kan ook verklaard worden door de persoon Bob Ross zelf. Hij was een opvallende persoonlijkheid. Hij zat boordevol vriendelijke, aforistische uitspraken. Zo duidde hij een boompje dat hij zojuist had geschilderd bij voorkeur aan als een "happy little tree" (een "vrolijk boompje"). Het boompje was echter pas écht vrolijk als Ross er nog een boompje naast schilderde, immers: "even a tree should have a friend" ("zelfs een boom heeft een vriend nodig"). Ook wolkjes hadden volgens Ross vrienden nodig.
Naast deze mijmeringen over het sociale leven van boom en wolk, beleefde Ross veel plezier aan het met groot kabaal droog slaan van zijn kwast. Ook maakte hij regelmatig kwinkslagen over de verrichtingen van zijn moderne collega-kunstenaars. Vlak nadat hij het doek had voorbewerkt door het volledig met een egale kleur te bedekken, grapte Ross bijvoorbeeld dat het schilderij nu al rijp was voor het Museum voor Moderne kunst.
Door zijn eigenzinnigheid werd Ross een cult-persoonlijkheid. Dat veel kijkers zijn tv-programma gebruikten om te ontspannen of in slaap te vallen, leek hem niet te deren.

### Twitch
In 2017-2018 werd hij wederom een groot succes, dankzij de streams op Twitch, tijdens zijn 'The joy of painting' marathon kreeg de livestream gemiddeld 60.000 kijkers. Hierdoor kwam er meer leven in de creatieve sectie van Twitch. Ross werd hierdoor zeer bekend in de gaming community.

### Persoonlijk leven
Ross is drie keer getrouwd geweest en had een zoon Steven Ross, die soms ook op tv verscheen. De enorm grote hoeveelheid schilderijen die hij naliet werd gedoneerd aan diverse Amerikaanse publieke tv-stations, die zijn schildersucces mogelijk hadden gemaakt. Een deel is opgenomen in de collectie van het Smithsonian American Art Museum.
Ross rookte het grootste deel van zijn volwassen leven sigaretten, had in de loop van zijn leven verschillende gezondheidsproblemen en verwachtte dat hij jong zou komen te overlijden. Ross stierf in 1995 op 52-jarige leeftijd in Orlando, Florida, als gevolg van complicaties door lymfeklierkanker. Ross hield zijn diagnose geheim voor het grote publiek. Zijn lymfoom werd buiten zijn familie- en vriendenkring pas na zijn dood bekend. Ross ligt begraven in Woodlawn Memorial Park in Gotha, Florida, onder een plaquette met het opschrift "Bob Ross; Television Artist" ("Bob Ross; Televisie Artiest").